# Vore

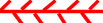
Vore of convergentielijn

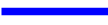
Trog

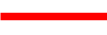
Rug

Een vore  of convergentielijn is net als een trog onderdeel van een lagedrukgebied. Een vore komt voor in de warme sector dus voor het koufront en achter het warmtefront. Een trog komt voor in de koude lucht achter een koufront.
Bij een vore liggen de isobaren echter ver uit elkaar, waardoor de luchtdrukgradiënt in de as kleiner is dan naast de vore. Daardoor zijn de windsnelheden in tegenstelling tot die bij een trog laag. De isobaren zijn V-vormig en zijn vrij sterk cyclonaal gekromd. Bij bergruggen kan naast een hogedrukgebied aan de loefzijde wel een orografische depressie aan de lijzijde ontstaan met een lij-vore. Het begrip wordt steeds minder gebruikt en vervangen door het woord trog.
Op een weerkaart in Nederland wordt een vore weergegeven met een dunne, rode lijn.